# Buchenschnäppertyrann
Der Buchenschnäppertyrann (Empidonax virescens) auch Buchentyrann ist ein kleiner insektenfressender Vogel, der zu der Familie der Tyrannen gehört. Wie einige ihrer sehr ähnlichen, oft nur an der Stimme unterscheidbaren Verwandten, halten Buchenschnäppertyrannen von Ästen aus Ausschau nach Fluginsekten, die sie dann mit kurzem, aber wendigen Jagdflug erbeuten.

## Merkmale
Der Buchenschnäppertyrann erreicht eine Länge bis zu 15 cm. Die Flügelspannweite ist 23 cm, das Gewicht beträgt 11 bis 14 g. Gekennzeichnet ist der Buchenschnäppertyrann durch seine olivbraune Brust und die schwarz-weiß gescheckten Flügel.

## Verbreitung
Der Buchenschnäppertyrann brütet im Osten und Südosten der Vereinigten Staaten und im Südosten Kanadas von der Provinz Ontario bis in das Gebiet der Großen Seen. Im Winter zieht er nach Südamerika. Während des Vogelzuges kann er vom Osten Mexikos über Guatemala, Belize, Honduras, El Salvador, Nicaragua und Costa Rica bis Panama und auf den Karibischen Inseln wie den Bahamas oder auf Kuba angetroffen werden. Winterquartier bezieht er in Kolumbien, Venezuela und Ecuador.

## Lebensraum und Lebensweise
Der Buchenschnäppertyrann bevorzugt zur Brutzeit die sommergrünen Laubwälder. Er hält sich gerne in der Nähe von Gewässern auf.
Das Weibchen baut das relativ flache Nest in der Gabelung eines Zweigs, es wird mit Spinnenseide und anderen feinen Gespinsten, die von Insekten produziert wurden, ausgekleidet bzw. zusammengehalten. Das Nest ist oft daran erkennbar, dass einzelne Halme oder Nestmaterial an den klebrigen Fäden herunterhängen. Sind die 2–4 Jungvögel flügge, beginnt das Weibchen bereits mit einer zweiten Brut. Regelmäßig legen Braunkopf-Kuhstärlinge ihre Eier in die Nester der Buchenschnäppertyrannen. Aber nur 16 % der jungen Kuhstärlinge erreichen hier das Alter, in dem sie das Nest verlassen können, das ist weniger als in den Nestern anderer Vögel.